# Kabinet-Sorsa I
Het kabinet–Sorsa I was de regering van de Republiek Finland van 4 september 1972 tot 13 juni 1975. Het kabinet werd gevormd door de politieke partijen Sociaal-Democratische Partij, Centrumpartij, Zweedse Volkspartij in Finland en de Liberale Volkspartij.

## Kabinet–Sorsa I (1972–1975)
| Ambtsbekleder                   | Ambtsbekleder       | Ambtsbekleder                   | Functie(s)                                    | Ambtstermijn      | Ambtstermijn      | Partij                         |
| ------------------------------- | ------------------- | ------------------------------- | --------------------------------------------- | ----------------- | ----------------- | ------------------------------ |
|                                 | Kalevi Sorsa        | Kalevi Sorsa (1930–2004)        | Premier                                       | 4 september 1972  | 13 juni 1975      | Sociaal- Democratische Partij  |
|                                 | Ahti Karjalainen    | Ahti Karjalainen (1923–1990)    | Vicepremier                                   | 4 september 1972  | 13 juni 1975      | Centrumpartij                  |
| Minister van Buitenlandse Zaken | Ahti Karjalainen    | Ahti Karjalainen (1923–1990)    |                                               | 4 september 1972  | 13 juni 1975      | Centrumpartij                  |
|                                 | Matti Louekoski     | Heikki Tuominen (1920–2010)     | Minister van Binnenlandse Zaken               | 4 september 1972  | 13 juni 1975      | Onafhankelijk                  |
|                                 | Johannes Virolainen | Johannes Virolainen (1914–2000) | Minister van Financiën                        | 4 september 1972  | 13 juni 1975      | Centrumpartij                  |
|                                 | Matti Louekoski     | Matti Louekoski (1941)          | Minister van Justitie                         | 4 september 1972  | 13 juni 1975      | Sociaal- Democratische Partij  |
|                                 | Grels Teir          | Grels Teir (1916–1999)          | Minister van Economische Zaken                | 4 september 1972  | 1 januari 1973    | Zweedse Volkspartij in Finland |
|                                 | Jan-Magnus Jansson  | Jan-Magnus Jansson (1922–2003)  | Minister van Economische Zaken                | 1 januari 1973    | 30 september 1974 | Zweedse Volkspartij in Finland |
|                                 | Kristian Gestrin    | Kristian Gestrin (1929–1990)    | Minister van Economische Zaken                | 30 september 1974 | 13 juni 1975      | Zweedse Volkspartij in Finland |
| Minister van Defensie           | Kristian Gestrin    | Kristian Gestrin (1929–1990)    | 4 september 1972                              | 30 september 1974 |                   | Zweedse Volkspartij in Finland |
| Minister van Defensie           |                     |                                 | Carl-Olaf Homén (1936)                        | 30 september 1974 | 13 juni 1975      | Zweedse Volkspartij in Finland |
|                                 |                     | Seija Karkinen (1936)           | Minister van Sociale Zaken en Volksgezondheid | 4 september 1972  | 13 juni 1975      | Sociaal- Democratische Partij  |
|                                 | Valde Nevalainen    | Valde Nevalainen (1919–1994)    | Minister van Arbeid                           | 4 september 1972  | 13 juni 1975      | Sociaal- Democratische Partij  |
|                                 | Ulf Sundqvist       | Ulf Sundqvist (1945–2023)       | Minister van Onderwijs                        | 22 februari 1972  | 1 juni 1974       | Sociaal- Democratische Partij  |
|                                 |                     | Varma Kallio (1920–2003)        | Minister van Onderwijs                        | 1 juni 1974       | 10 september 1974 | Sociaal- Democratische Partij  |
|                                 | Ulf Sundqvist       | Ulf Sundqvist (1945–2023)       | Minister van Onderwijs                        | 10 september 1974 | 13 juni 1975      | Sociaal- Democratische Partij  |
|                                 | Pekka Tarjanne      | Pekka Tarjanne (1937–2010)      | Minister van Transport                        | 4 september 1972  | 13 juni 1975      | Liberale Volkspartij           |
|                                 |                     | Erkki Haukipuro (1921–2001)     | Minister van Landbouw                         | 4 september 1972  | 1 augustus 1973   | Centrumpartij                  |
|                                 | Heimo Linna         | Heimo Linna (1925–2022)         | Minister van Landbouw                         | 1 augustus 1973   | 13 juni 1975      | Centrumpartij                  |
| Ministers zonder portefeuille   |                     |                                 |                                               |                   |                   |                                |
| Ambtsbekleder                   | Ambtsbekleder       | Ambtsbekleder                   | Functie(s)                                    | Ambtstermijn      | Ambtstermijn      | Partij(en)                     |
|                                 | Jussi Linnamo       | Jussi Linnamo (1924–2004)       | Minister voor Buitenlandse Handel             | 4 september 1972  | 5 mei 1973        | Sociaal- Democratische Partij  |
|                                 |                     | Jermu Laine (1931)              | Minister voor Buitenlandse Handel             | 5 mei 1973        | 13 juni 1975      | Sociaal- Democratische Partij  |
|                                 |                     | Esko Niskanen (1928–2013)       | Minister voor Belastingzaken                  | 4 september 1972  | 13 juni 1975      | Sociaal- Democratische Partij  |
|                                 |                     | Pentti Pekkarinen (1917–1975)   | Minister voor Maatschappelijk Werk            | 4 september 1972  | 20 januari 1975   | Centrumpartij                  |
|                                 |                     | Reino Karpola (1930–1995)       | Minister voor Maatschappelijk Werk            | 20 januari 1975   | 13 juni 1975      | Centrumpartij                  |
|                                 | Marjatta Väänänen   | Marjatta Väänänen (1923–2020)   | Minister voor Cultuur                         | 4 september 1972  | 13 juni 1975      | Centrumpartij                  |